# Maati Bouabid
Maati Bouabid (árabe: المعطي بوعبيد, 11 de novembro de 1927 em Casablanca - 1 de novembro de 1996 em Rabat) foi o primeiro-ministro de Marrocos entre 22 de março de 1979 e 30 de novembro de 1983.